# The Story the Biograph Told
The Story the Biograph Told er en amerikansk stumfilm fra 1904 af Wallace McCutcheon, Sr..

## Medvirkende
- Charles J. Ross
- Mabel Fenton